# Aaron Dockx
Aaron Dockx, né le 28 juin 2004, est un coureur cycliste belge. Il court en cyclo-cross et sur route.
Il est notamment champion d'Europe de cyclo-cross juniors en 2021.

## Biographie
Aaron Dockx est issue d'une famille de cycliste. Son oncle Kurt Dockx, est un ancien coureur professionnel des années 1980, qui a remporté le Circuit de Wallonie en 1981. Son cousin Gert Dockx est professionnel de 2009 à 2016. Après avoir pratiqué le football et l'athlétisme, Aaron Dockx rencontre le champion de cyclo-cross Toon Aerts, qui habite dans le même village que lui à Rijkevorsel et le prend sous son aile.
Après une victoire le 13 septembre 2020 lors d'un cyclo-cross à Baden pour sa première année chez les juniors (moins de 19 ans), il est avec David Haverdings l'un des deux meilleurs juniors lors de la saison de cyclo-cross junior 2021-2022. Le 7 novembre 2021, Dockx devient champion d'Europe de cyclo-cross juniors devant Haverdings, après un raid en solitaire,. En janvier 2022, il arrive pour la gagne au championnat du monde de cyclo-cross juniors et prend la deuxième place derrière Jan Christen lors d'un sprint à trois.
En 2023, il rejoint l'équipe Alpecin-Deceuninck Development. Sur route, il gagne le Tour de la province de Namur. L'année suivante, il remporte une étape du Tour de Haute-Autriche et du Tour du Frioul-Vénétie Julienne. Il se classe deuxième de la Course de la Paix-Grand Prix Jeseníky, l'une des manches de la Coupe des Nations espoirs.

## Palmarès en cyclo-cross
- 2020-2021
  - EKZ CrossTour juniors #1, Baden
- 2021-2022
  -  Champion d'Europe de cyclo-cross juniors
  - Ethias Cross juniors #2 - be-Mine Cross, Beringen
  - Ethias Cross juniors #3 - Versluys Cyclocross, Bredene
  - Brumath Cross Days juniors, Brumath
  - X²O Badkamers Trofee juniors #1 - Koppenbergcross, Audenarde
  -  Médaillé d'argent du championnat du monde de cyclo-cross juniors
  - 2e du championnat de Belgique de cyclo-cross juniors
- 2022-2023
  - 10e du X²O Badkamers Trofee espoirs
- 2023-2024
  - Cyclo-cross International Souvenir Anthony Revel, Brionne
  - 7e de la Coupe du monde de cyclo-cross espoirs
- 2024-2025
  -  Champion de Belgique de cyclo-cross espoirs
  - 5e de la Coupe du monde espoirs

## Palmarès sur route

### Par années
- 2023
  - Tour de la province de Namur :
    - Classement général
    - 1re et 4e étapes
- 2024
  - 2e étape du Tour de Haute-Autriche
  - 2e étape du Tour du Frioul-Vénétie Julienne
  - 2e de la Course de la Paix-Grand Prix Jeseníky
  - 3e du Tour de Haute-Autriche

### Classements mondiaux
| Année                                 | 2023  |
| ------------------------------------- | ----- |
| Classement mondial                    | 2677e |
| UCI Europe Tour                       | 1582e |
|                                       |       |
| Légende : nc = non classéSource : UCI |       |